# Vlag van Guayas

Vlag van Guayas

De vlag van Guayas bestaat uit vijf even hoge horizontale banen, drie blauwe met daar tussenin twee witte. In de middelste baan staan drie witte sterren. De vlag is niet alleen in gebruik als provincievlag voor Guayas, maar ook als vlag van de stad Guayaquil en het omringende kanton Guayaquil.
Het ontwerp van de vlag is hetzelfde als dat van de Junta revolucionaria de Guayaquil, een anti-Spaans bewind dat in 1820 opereerde vanuit Guayaquil.
In de geschiedenis van de Ecuadoraanse vlag wordt deze vlag beschouwd als de 4de nationale vlag, die op het slagveld wapperde als het insigne van het Yaguachi Bataljon, tijdens de overwinning van de onafhankelijkheidsstrijders op de Spaanse troepen in de Slag bij Pichincha. Binnen de republikeinse geschiedenis is het de tweede vlag, als de rode vlag met een wit kruis geldig wordt geacht, die van 10 augustus 1809 zou zijn geweest. In de praktijk is het de eerste vlag die een echt vrij territorium vertegenwoordigt, zoals Ecuador vandaag de dag is.
Er is nog steeds verwarring over de voorstelling van de 3 sterren op de middenstrook. Er wordt aangenomen dat de sterren de 3 belangrijkste provincies van de Koninklijke audiëntie van Quito voorstellen, namelijk Quito, Cuenca en Guayaquil: Quito, Cuenca en Guayaquil. Sommige historici zeggen dat ze de 3 belangrijkste steden van de Vrije Provincie Guayaquil voorstellen, namelijk: Portoviejo, Machala en de hoofdstad Guayaquil.